# Transformers: Combiner Wars
Este artículo trata sobre la serie animada; para la línea de juguetes, véase Transformers: Generations.
Transformers: Combiner Wars es una serie animada basada en la serie creada por Machinima, Inc. en colaboración con Hasbro. Como indica el título, se trata de una conexión de la franquicia Transformers, en concreto, de la continuidad de Transformers: Generación 1. Se basa en la línea de juguetes Combiner Wars, así como también de las historias de The Transformers publicadas por IDW Publishing.

## Reparto y personajes
Miembros del reparto fueron presentados en el panel de la Convención Internacional de Cómics de San Diego del 2016:
- Anna Akana como Victorion
- Jon Bailey como Optimus Prime
- Charlie Guzman como Menasor
- Ricky Hayberg como Computron
- Amy Johnston como Maxima
- Jason Marnocha como Megatron
- Lana McKissack como la Mistress of Flame
- Ben Pronsky como Rodimus Prime
- Patrick Seitz como Devastator
- Frank Todaro como Starscream
- Abby Trott como Windblade
- Michael Green como Metroplex